# Bob Rigby
Robert Alan "Bob" Rigby (Ridley Park; 3 de julio de 1951) es un exfutbolista estadounidense que jugó como portero.

## Selección nacional
El 3 de noviembre de 1973, jugó su primer partido con Estados Unidos en una derrota por 1-0 ante Haití. Estuvo en un total de seis juegos, el último fue una derrota ante México en la Copa Ciudad de México 1975.

## Clubes
| Club                        | País           | Año       |
| --------------------------- | -------------- | --------- |
| Philadelphia Atoms          | Estados Unidos | 1973-1975 |
| New York Cosmos             | Estados Unidos | 1976      |
| Los Angeles Aztecs          | Estados Unidos | 1977-1979 |
| Philadelphia Fury           | Estados Unidos | 1979-1980 |
| Philadelphia Fever (cesión) | Estados Unidos | 1979-1980 |
| Montreal Manic              | Canadá         | 1981-1982 |
| Golden Bay Earthquakes      | Estados Unidos | 1982-1984 |
| Tacoma Stars                | Estados Unidos | 1985      |
| San Jose Earthquakes        | Estados Unidos | 1985      |

## Palmarés

### Títulos nacionales
| Título                       | Equipo             | País           | Año  |
| ---------------------------- | ------------------ | -------------- | ---- |
| North American Soccer League | Philadelphia Atoms | Estados Unidos | 1973 |
| North American Soccer League | Chicago Sting      | Estados Unidos | 1984 |